# Courjeonnet
Courjeonnet ist eine französische Gemeinde mit 49 Einwohnern (Stand 1. Januar 2022) im Département Marne in der Region Grand Est. Sie gehört zum Kanton Dormans-Paysages de Champagne und zum Arrondissement Épernay. 

## Geografie
Die Gemeinde Courjeonnet liegt am Nordrand des Sumpfgebietes Marais de Saint-Gond, der von Petit Morin durchflossen wird, etwa 18 Kilometer nordöstlich von Sézanne. Sie ist umgeben von folgenden Nachbargemeinden:
|              | Congy                                       | Vert-Toulon      |
| Villevenard  | Kompassrose, die auf Nachbargemeinden zeigt | Coizard-Joches   |
| Reuves, Oyes | Broussy-le-Petit                            | Broussy-le-Grand |

## Bevölkerungsentwicklung
| Jahr                       | 1962 | 1968 | 1975 | 1982 | 1990 | 1999 | 2008 | 2018 |
| -------------------------- | ---- | ---- | ---- | ---- | ---- | ---- | ---- | ---- |
| Einwohner                  | 66   | 67   | 66   | 50   | 65   | 61   | 52   | 47   |
| Quellen: Cassini und INSEE |      |      |      |      |      |      |      |      |